# Streblote
Genre
Le genre Streblote regroupe des lépidoptères (papillons) de la famille des Lasiocampidae.

## Liste des espèces
- Streblote acaciae (Klug, 1829) — Bombyx de l'acacia.
- Streblote fainae Gerasimov, 1931.
- Streblote panda Hübner, [1820] — Mégasome recourbé.
- Streblote primigenum Staudinger, 1887.
- Streblote regraguii (Rungs, 1950).
- Streblote solitaria Zolotuhin, 1991.